# 住宅生産振興財団
住宅生産振興財団（じゅうたくせいさんしんこうざいだん）とは、
住宅の質、住宅地・住環境の質の向上にとりくむことを目的として設立された日本の財団法人。都市再生機構や土地区画整理組合、民間デベロッパーなどの宅地事業者とハウスメーカー、工務店、ゼネコンなどの住宅供給事業者らを連係し組織化して質の高いすまいとまちなみを提供している。

## 概要
所在地
- 本部：〒105-0001 東京都港区虎ノ門3-11-15　SVAX TTビル5F　TEL.03-5733-6733
- 関西事務所：〒541-0046大阪市中央区平野町3-3-8　辻梅ビル5F　TEL.06-6231-3655

設立
- 1979年（昭和54年）7月19日

認可者
- 建設大臣により許可

事業内容
- 住宅や住環境の質の向上のための企画、運営、普及啓発、調査研究

会員社
- ハウスメーカー#住宅生産振興財団の会員企業参照

## 財団が手掛けた分譲地（コーディネート事業）
北海道
- アニールタウン「あいの里公園」- 札幌市北区あいの里3条9丁目

東北
宮城県
- 荒井西「なないろの里　ヒカリガイク」- 宮城県仙台市荒井西土地区画整理事業地内

関東
茨城県
- ソシエルみどりのイーストリア第1期・第2期 - 茨城県つくば市みどりの2丁目18の一部, 平成29年5月～
- ウェルネスシティつくば桜 - 茨城県つくば市桜一丁目１５番, 2014年12月6日販売開始

千葉県
- グラッドヒルズ柏 - 千葉県柏市豊四季台1丁目801番
- シンフォニックタウン金田東 - 千葉県木更津市金田東4丁目の一部

中部
静岡県
- しまだあさひガーデンプレイス「豊かな暮らし空間創生住宅地」- 静岡県島田市旭1-7575-1他
- 掛川・紅葉台第1期、第2期 - 静岡県掛川市青葉台551-6他

近畿
京都府
- 同志社山手第5期、第6期 - 京都府京田辺市同志社山手3丁目2番1、他

大阪府
- メグリエシティ第7期第1次 - 大阪府和泉市はつが野5丁目9番地他, 平成28年9月～

兵庫県
- ガーデンシティ舞多聞レインボーゲート - 神戸市垂水区舞多聞西八丁目１－１他
- 播磨・光都第4期、第5期（播磨科学公園都市）- 兵庫県たつの市新宮町光都2丁目290番12他

中国・四国
愛媛県
- 美しが丘にいはま - 愛媛県新居浜市東田3丁目

九州・沖縄
福岡県
- 城野ゼロカーボン先進街区1工区3街区 - 城野駅北地区土地区画整理事業地内3街区
- コモンパーク上毛彩葉第1期、第2期 - 福岡県築上郡上毛町大字宇野１１２３番４他